# Shashe-Mooke
Shashe-Mooke é uma vila localizada no Distrito Central em Botswana. Possuía, em 2011, uma população estimada de 3 380 habitantes.